# Molino de Villobas
Molino de Villobas (en aragonés Molino Billobas u O Molín de Villobas) es una localidad española perteneciente al municipio de Sabiñánigo, en la comarca del Alto Gállego, provincia de Huesca, Aragón.

## Historia
Se trata de una población de muy pequeña entidad, formada por una casa-molino harinero, que daría nombre al pueblo, y sus construcciones auxiliares. El molino, es fechado en el año 1818, según reza su dintel en la puerta principal, por lo que se documenta activo, desde al menos principios del siglo XIX. Sin embargo, no se recogen datos como núcleo de población hasta el primer cuarto del siglo XX, perteneciente al municipio histórico de Gésera.

## Demografía
Datos demográficos de la localidad de Molino de Villobas desde 1900:
| --                    | -- | -- | 12 | 10 | 11 | 10 | 8 | 8 | 7 | 5 | 3 | 4 |
| (Fuente: IAEST e INE) |    |    |    |    |    |    |   |   |   |   |   |   |

- Aparece en el Nomenclátor a partir del año 1930.
- Datos referidos a la población de derecho.

## Videografía
- Eugenio Monesma. El Molino de Villobas. Pyrene PV. Consultado el 1 de mayo de 2020.